# Kockin graf
Kockin graf (ali heksaedrski graf) je v teoriji grafov poliedrski graf – graf oglišč in robov kocke (heksaedra). Ima 8 točk, ki odgovarjajo ogliščem telesa, in 12 povezav, ki odgovarjajo njegovim robovom. Je kubični platonski graf, razdaljnoregularen, z enotsko razdaljo, razdaljnoprehoden, 3-točkovnopovezan, točkovnoprehoden, povezavnoprehoden in dvodelen.